# Billy Boy Arnold
Billy Boy Arnold (* jako William Arnold; 16. září 1935 Chicago, Illinois, USA) je americký bluesový zpěvák, kytarista, skladatel a hráč na foukací harmoniku. Na harmoniku začal hrát již v dětství. Svou první nahrávku s názvem „Hello Stranger“ vydal v roce 1952. V roce 2012 byl uveden do Blues Hall of Fame.